# Кирилл Скифопольский
Кири́лл Скифопо́льский (греч. Κύριλλος Σκυθοπόλεως; 524—558) — христианский монах и историк Церкви. Он известен тем, что описал историю монашеской жизни в Скифополе (ныне Бейт-Шеан) (Израиль) в ранние века христианства. Кирилл Скифопольский прожил более десяти лет в монастыре  св. Евфимия Великого. Описанные им жития семи известных палестинских подвижников (включая жития Саввы Освященного и Евфимия Великого) широко известны в истории ранней христианской Церкви.
Агиографические труды Кирилла Скифопольского переводились на славянский язык монахами Киево-Печерской лавры в ранние годы существования этого монастыря.

## Издания и переводы
- Schwartz E. Kyrillos von Skythopolis. Lpz., 1939.
- Житие св. Савы Освященного, составленное св. Кириллом Скифопольским, в древнерусском переводе. / Изд. И. Помяловский. СПб., 1890. CXLVI. 588 с.
- Житие св. Иоанна, епископа и молчальника лавры преп. Саввы // Памятники византийской литературы IV—IX веков / Отв. ред. Л. А. Фрейберг. М.: Наука. 1968. С. 178—181.

## Исследования
- Elliott-Binns J. Cyril of Scythopolis and the monasteries of the Palestinian Desert. London, 1989.